# Jiangshaniense
| Era Eratema | Periodo Sistema | Época Serie                  | Edad Piso                    | Inicio, en millones de años |
| ----------- | --------------- | ---------------------------- | ---------------------------- | --------------------------- |
| Paleozoico  | Pérmico         | Pérmico                      | Pérmico                      | 298,9±0,15                  |
| Paleozoico  | Carbonífero     | Carbonífero                  | Carbonífero                  | 358,86±0,19                 |
| Paleozoico  | Devónico        | Devónico                     | Devónico                     | 419,62±1,36                 |
| Paleozoico  | Silúrico        | Silúrico                     | Silúrico                     | 443,1±0,9                   |
| Paleozoico  | Ordovícico      | Ordovícico                   | Ordovícico                   | 486,8 ±1,5                  |
| Paleozoico  | Cámbrico        | Furongiense Furongiano       | Piso/Edad 10                 | 491,0                       |
| Paleozoico  | Cámbrico        | Furongiense Furongiano       | Jiangshaniense Jiangshaniano | 494,2                       |
| Paleozoico  | Cámbrico        | Furongiense Furongiano       | Paibiense Paibiano           | ~497                        |
| Paleozoico  | Cámbrico        | Miaolingiense Miaolingiano   | Guzhangiense Guzhangiano     | ~500,5                      |
| Paleozoico  | Cámbrico        | Miaolingiense Miaolingiano   | Drumiense Drumiano           | ~504,5                      |
| Paleozoico  | Cámbrico        | Miaolingiense Miaolingiano   | Wuliuense Wuliuano           | ~506,5                      |
| Paleozoico  | Cámbrico        | Serie/Época 2                | Piso/Edad 4                  | 514,5                       |
| Paleozoico  | Cámbrico        | Serie/Época 2                | Piso/Edad 3                  | ~521                        |
| Paleozoico  | Cámbrico        | Terreneuviense Terreneuviano | Piso/Edad 2                  | ~529                        |
| Paleozoico  | Cámbrico        | Terreneuviense Terreneuviano | Fortuniense Fortuniano       | 538,8±0,6                   |

El Jiangshaniense o Jiangshaniano es el segundo piso y edad del Furongiense (cuarta y última serie del Cámbrico) en la escala temporal geológica. Sucede al Paibiense y precede al Piso/Edad 10 del Cámbrico (pendiente de nombrar). Se inició hace unos 494,2 millones de años y terminó hace unos 491,0 millones de años.
El nombre Jiangshaniense procede de la ciudad-condado de Jiangshan, en la ciudad-prefectura de Quzhou (provincia de Zhejiang, China), en la que se definió el estratotipo global de la base (GSSP).

## Sección estratotipo y punto de límite global (GSSP)
La sección estratotipo y punto de límite global (GSSP) para la base del piso Jiangshaniense está situado en la sección Duibian B, un afloramiento natural junto a la villa de Duibian, en la ciudad-condado de Jiangshan (ciudad-prefectura de Quzhou, provincia de Zhejiang, China). Se caracteriza por la primera aparición del trilobites agnóstido Agnostotes orientalis y la del trilobites polimérido Irvingella angustilimbata. El piso y el GSSP fueron aprobados por la Comisión Internacional de Estratigrafía y ratificados posteriormente por la Unión Internacional de Ciencias Geológicas en 2011.
El techo del Jiangshaniense se define por el GSSP de la base del Piso 10 del Cámbrico, que  está pendiente de definir por la Comisión Internacional de Estratigrafía. Provisionalmente se caracteriza por la primera aparición del trilobites Lotagnostus americanus.